# Cicurug (Cicurug)
Cicurug is een bestuurslaag in het regentschap Sukabumi van de provincie West-Java, Indonesië. Cicurug telt 12.157 inwoners (volkstelling 2010).